# فرعون (استان بجایه)
فرعون (به عربی: فرعون) یک شهرداری در الجزایر است که در استان بجایه واقع شده است.